# De Rijn
Die De Rijn – am 17. Oktober 1825 in Friedrich Wilhelm, 1829 in Prinz Friedrich von Preußen und 1831 in Prins Frederik umbenannt – war das vierte deutsche Dampfschiff, das regelmäßigen Linienverkehr auf dem Rhein versah.

## Die Pionierfahrt
Im September 1825 unternahm der erst wenige Wochen zuvor auf der Werft des niederländischen Ingenieurs und Schiffbauers Gerhard Moritz Roentgen (1795–1852) auf Feijenoord bei Rotterdam fertiggestellte Raddampfer De Rijn der „Nederlandsche Stoomboot Maatschappij“ (Niederländische Dampfschiffahrtsgesellschaft) im Auftrag der im gleichen Jahr gegründeten Mainzer „Dampfschiffahrtsgesellschaft von Rhein und Main“ und unter Roentgens Kommando eine Versuchsfahrt auf dem Rhein von Köln stromaufwärts bis nach Kehl und Straßburg.  Am 10. September fuhr das Schiff von Köln aus rheinaufwärts. In Koblenz musste es eine „Ehrenrunde“ für den preußischen König Friedrich Wilhelm III. einlegen. Am 14. September fuhr der König mitsamt Familie und Gefolge auf dem Schiff von Koblenz zurück nach Köln. Erst danach konnte die Bergfahrt fortgesetzt werden. Das öffentliche Interesse an der Fahrt war außerordentlich groß, so dass man vor Mainz im Strom ankern musste, um sich „vor dem zu großen Andrang der Neugierigen möglichst zu schützen“.  Am 19. September kam auch Großherzog Ludwig I. von Baden an Bord. Kehl wurde am 21. September erreicht. Auf der Rückfahrt wurde am 24. September bei Mainz eine Vergnügungsfahrt eingelegt, an der um die hundert „hochgestellte Personen“ teilnahmen, insbesondere Kaufherren, Mitglieder der Central-Rheinschiffahrts-Commission aus Mainz, Angehörige der Zivil- und Militärverwaltungen, und Mitglieder der Handelskammer. Die Harmoniemusik der k.k. österreichischen Garnison von Mainz spielte nach dem Essen zum Tanz auf.  Am 28. September fuhr das Schiff von Köln nach Rotterdam zurück, um dann – zu Ehren des preußischen Königs am 17. Oktober 1825 umbenannt in Friedrich Wilhelm – im regelmäßigen Passagier- und Frachtdienst zwischen Antwerpen, Rotterdam und Köln eingesetzt zu werden.

## Liniendienst
Das Schiff wurde 1829 von der am 11. Juni 1826 gegründete „Preußisch-Rheinische Dampfschiffahrtsgesellschaft“ (PRDG) in Köln, der späteren Köln Düsseldorfer, gekauft und in Prinz Friedrich von Preußen umbenannt, da es seit 1827 schon ein Schiff mit dem Namen Friedrich Wilhelm bei der PRDG gab. Das Schiff begann im April 1829 den Dienst auf der Strecke Mainz–Köln, den die Concordia am 1. Mai 1827 eröffnet hatte. Die gut 200 km lange Reise von Mainz nach Köln dauerte etwa zehn Stunden, erheblich weniger als mit der Postkutsche. Die Rückreise stromaufwärts dauerte mit einer reinen Gesamtfahrzeit von 22 Stunden und 10 Minuten mehr als doppelt so lange: am ersten Tag ging es von Köln nach Koblenz, am zweiten Tag von Koblenz nach Mainz.
1831 wurde das Schiff wieder an die Nederlandsche Stoomboot Maatschappij zurückverkauft und in Prins Frederik umbenannt. Es wurde 1844 abgewrackt.